# اولالوشکا
اولالوشکا (به لاتین: Ulalushka) یک منطقهٔ مسکونی در روسیه است که در جمهوری آلتای واقع شده‌است.